# Emilio José Álvarez Landete
Emilio José Álvarez Landete (Madrid, 18 de julio de 1950) es un médico y político socialista español, hermano de Ignaci Álvarez Landete. Inició su afición política en el año 1969 en la facultad de medicina de Murcia, de la mano del catedrático de Historia de la Medicina, el profesor Marset. Manteniendo reuniones clandestinas en su domicilio. Su condición de delegado de curso y de los alumnos de la facultad (al ser en su inicio), le valió ser vigilado por las autoridades académicas, a igual que el profesor Pedro Marset. 

## Trayectoria
Se licenció en Medicina por la Universidad de Murcia. Establecido en Alicante, se afilió a la UGT en 1977, siendo el representante de Sanidad en el Comité Local. En 1983 se afilió al PSOE. Fue escogido diputado formando parte de las listas del Partido Socialista del País Valenciano (PSPV-PSOE) en las elecciones a las Cortes Valencianas de 1983. En las elecciones de 1987 se volvió a presentar, pero no fue escogido. En las elecciones municipales españolas de 1999 fue elegido concejal del ayuntamiento de Castalla, donde fue portavoz municipal de su partido.